# Consolidated B-32 Dominator
B-32 Dominator — американский тяжёлый четырёхмоторный бомбардировщик. 
Разработан и производился фирмой Consolidated Aircraft. Применялся ВВС США во время Второй мировой войны. 
Создан в начале 1940-х годов. Первый полёт совершил в 1942 году. Всего было построено около 120 машин.

## История создания
По той же спецификации, (по тем же ТТЗ), по которой фирма «Boeing» спроектировала свой B-29, фирма Consolidated выполнила конкурсный проект — предложение — Model 33. В итоге, каждая компания в сентябре 1940 года получила контракт на постройку трех прототипов. Проект фирмы Consolidated получил обозначение XB-32. Первый прототип совершил первый полёт 7 сентября 1942 года, за две недели до первого полета экспериментального ХB-29, второй и третий прототип взлетели почти спустя год после первого, в июле и 9 ноября 1943 года соответственно.
ХВ-32, как и ХВ-29, характеризовался герметичной кабиной экипажа и дистанционно управляемыми пулеметными стрелковыми установками. Прототипы ХВ-32 отличались друг от друга важными элементами конструкции: первый имел скругленную носовую часть фюзеляжа и разнесенное, двухкилевое хвостовое оперение, аналогичное самолёту B-24, второй — модифицированную носовую часть со ступенчатым лобовым стеклом кабины экипажа, третий — такую же конструкцию фюзеляжа, но с хвостовым оперением в виде одного высокого киля. Последнюю компоновку и выбрали для серийного самолета Model 34, принятого на вооружение как B-32 Dominator (несколько меньший по размерам, чем B-29).
При разработке В-32 компания Consolidated столкнулась с множеством различных проблем, из-за которых самолет запустили в серию только в ноябре 1944 года, почти через 8 месяцев после размещения B-29 на передовых базах в Китае. Но и потом серийные самолеты (всего было построено 115 серийных машин) не получили предполагавшейся системы герметизации и дистанционно управляемых стрелковых установок.
Только 15 из этих бомбардировщиков использовались в боевых действиях до победы над Японией.
Для учебных целей построили также около 40 самолетов под обозначением TB-32, но после окончания войны все самолеты сняли с вооружения.
|       | 1     | 2     | 3     | 4     | 5     | 6     | 7     | 8     | 9     | 10    | 11    | 12    | Всего |
| ----- | ----- | ----- | ----- | ----- | ----- | ----- | ----- | ----- | ----- | ----- | ----- | ----- | ----- |
| 1944  |       |       |       |       |       |       |       | 2*    | 1     |       | 1     | 12    | 16    |
| 1945  | 7     | 17    | 18**  | 11    | 17    | 21    | 8     | 3     |       |       |       |       | 102   |
| Всего | Всего | Всего | Всего | Всего | Всего | Всего | Всего | Всего | Всего | Всего | Всего | Всего | 118   |

*XB-32
**включая 1 XB-32

## Конструкция
B-32 представлял собой моноплан с консольным высокорасположенным крылом и четырьмя звездообразными двигателями Wright R-3350 Duplex Cyclone той же серии, что и на B-29. Шасси убирающееся, трёхстоечное. В двух объёмных бомбоотсеках размещалось до 9072 кг бомб.

## Известные B-32
- 2108532 «Hobo Queen II» — машина, подвергшаяся атаке четырех японских истребителей во время проведения аэрофотосъемки Токио, предположительно 18 августа 1945 года. В результате было сбито два японских истребителя, один американский летчик погиб, двое ранены (по другим данным, в последнем воздушном бою, между В-32 и японскими А6М5 никто не погиб[2]).

## Тактико-технические характеристики (ТТХ)
- Экипаж: 10 человек
- Длина: 25,3 м
- Размах крыла: 41,2 м
- Высота: 10,1 м
- Площадь крыла: 132,1 м²
- Масса пустого 27 000 кг
- Масса снаряжённого 45 000 кг
- Максимальная взлётная масса: 50 580 кг
- Максимальная скорость: 575 км/ч
- Крейсерская скорость: 467 км/ч
- Дальность: 4815 км
- Практический потолок: 11 000 м
- Скороподъёмность: 3,4 м/с
- Нагрузка на крыло: 341 кг/м²
- Вооружение 10 × 12,7 мм Браунинг M2
- Бомбовая нагрузка: до 9100 кг